# Trójka murarska

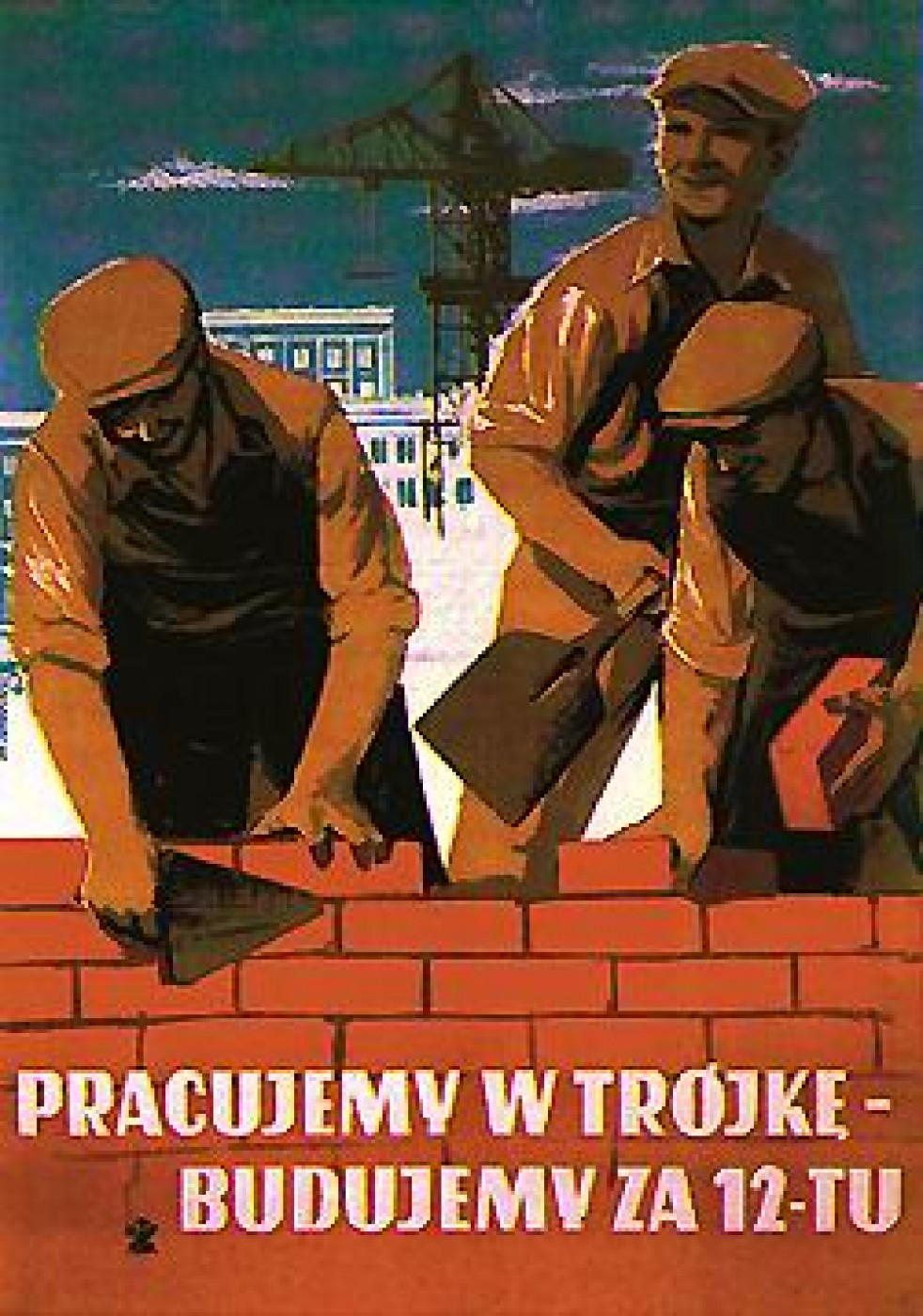
Plakat propagandowy z 1953 roku

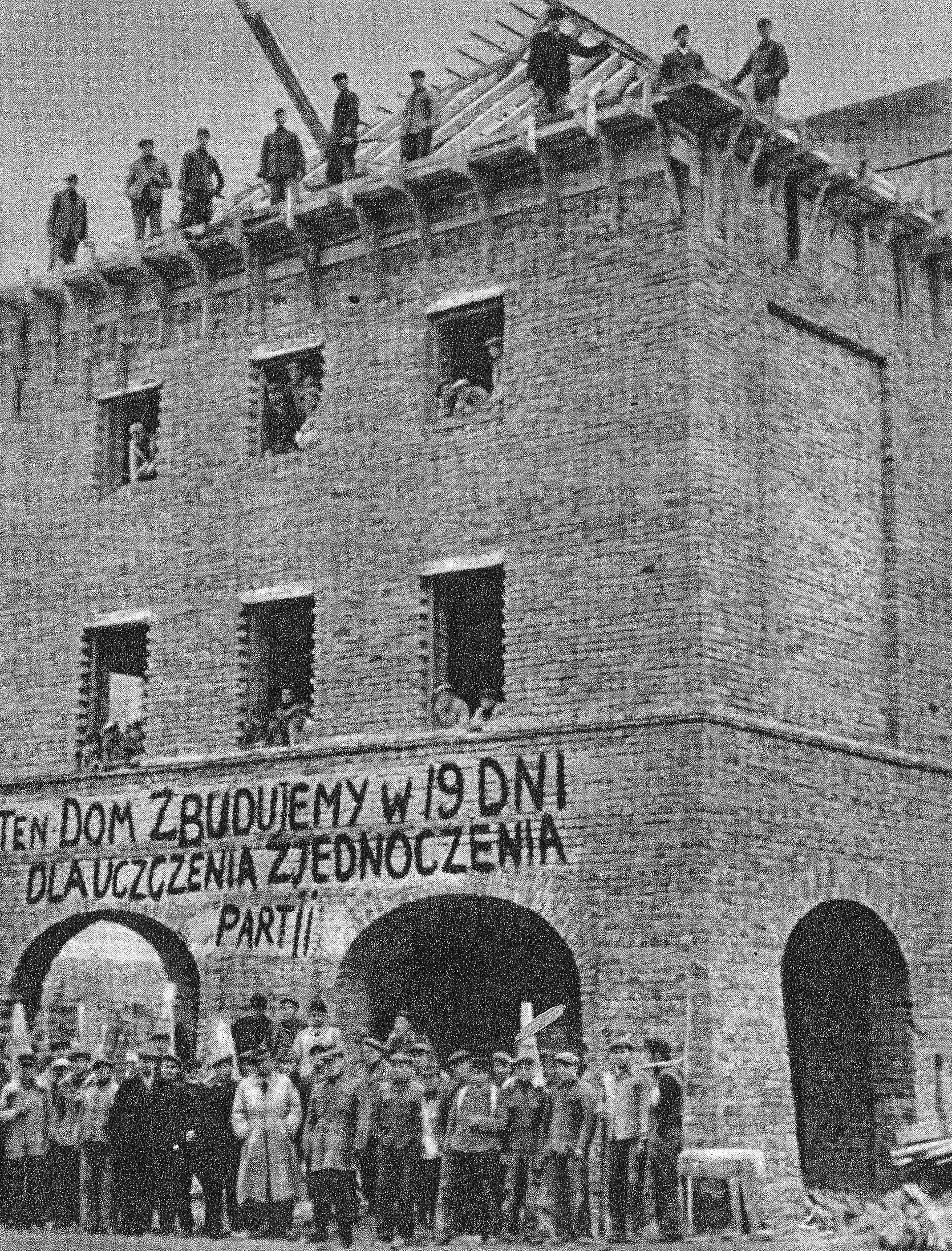
Dom na warszawskim osiedlu Mariensztat wzniesiony w 1949 roku w ciągu 19 dni

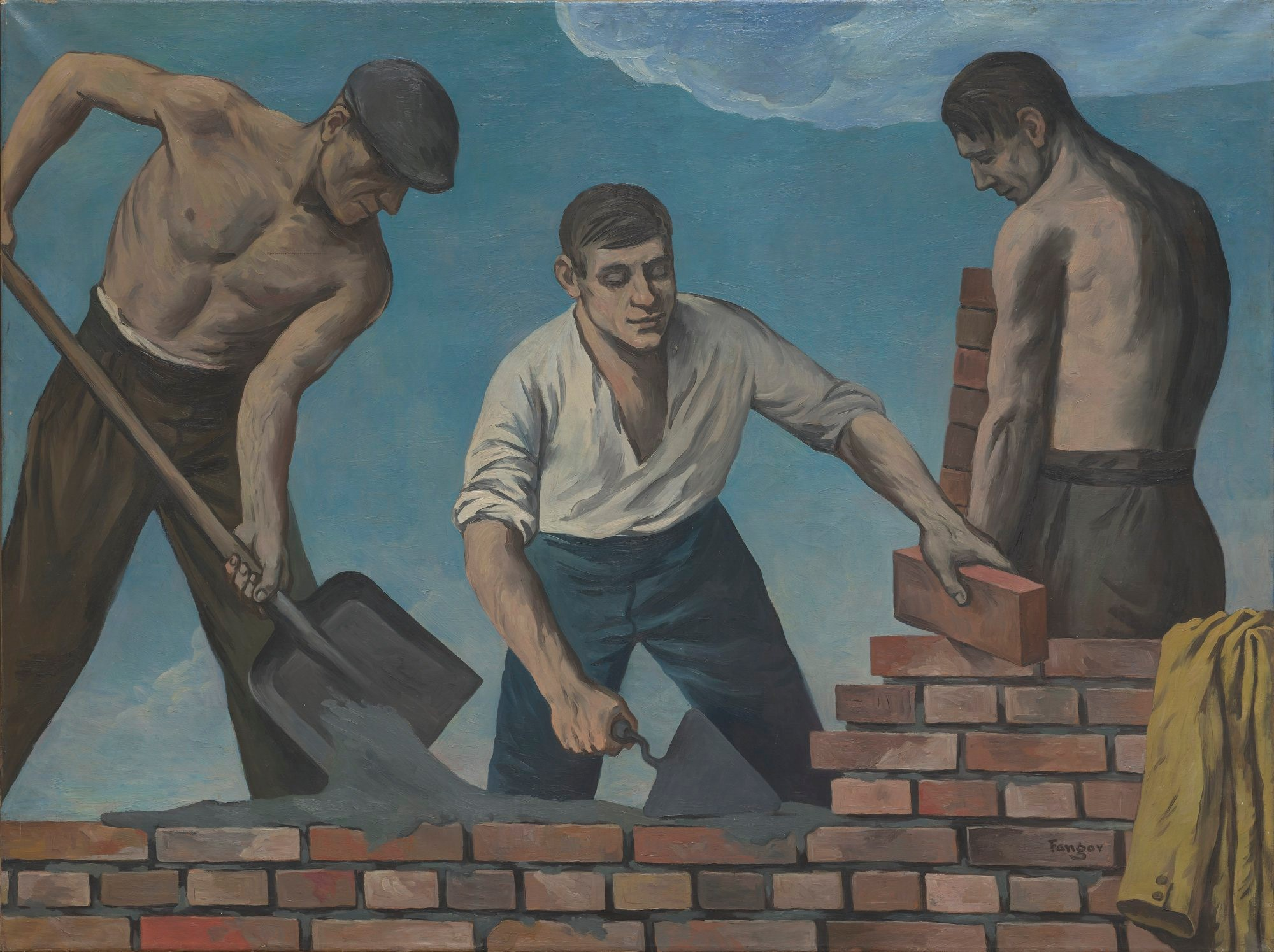
Murarze – obraz olejny Wojciecha Fangora (1950), przedstawiający pracę trójki murarskiej.

Trójka murarska – technologia budowlana polegająca na podzieleniu pracy murarskiej na trzy osoby i tym samym zwielokrotnieniu tempa pracy podczas murowania domów z cegły, wykorzystywana zwłaszcza po II wojnie światowej do odbudowy Warszawy i innych miast.
Trójki (lub dwójki) murarskie były stosowane w Polsce od połowy 1948 roku, kiedy to po raz pierwszy system pracy zespołowej zastosował na warszawskim Mariensztacie murarz Michał Krajewski. Podczas pokazu, w ciągu jednej dniówki, blisko sześciokrotnie przekroczył obowiązującą normę. Krajewski pracował wcześniej na budowach na Uralu (lub w Moskwie) i zainicjowanie później w Polsce pracy zespołowej w ramach trójek murarskich było w rzeczywistości przeszczepieniem na polskie budowy radzieckich metod współzawodnictwa.
Metoda pracy w trójkowych zespołach była wprowadzana, by jak najefektywniej wykorzystać będącego tam murarza – najlepszego fachowca. Dwóch pozostałych członków zespołu było pomocnikami. Praca trójki murarskiej była zorganizowana: jeden członek trójki kładł na murze zaprawę murarską, drugi podawał cegły murarzowi, a nawet kładł je na murze, rolą trzeciego – murarza – było kładzenie lub tylko korygowanie ułożenia cegły. Ten sposób pracy przynosił szybkie efekty i był wykorzystywany podczas wielkich budów, na przykład Nowej Huty i odbudowy Warszawy. Istotna była cała organizacja pracy, a cały potrzebny materiał musiał być wcześniej przygotowany. Metoda ta pozwalała na szybkie tempo budowy, na przykład jeden z domów na Mariensztacie, numer 19, wykonany w czynie przedkongresowym, zbudowano w ciągu 19 dni.
Budowy w całej Polsce opanowała chęć bicia rekordów. Rekordy były poprawiane niemal każdego dnia, a zespoły murarskie wykazywały nawet czterocyfrowe wyniki przekroczenia norm. Współzawodnictwo takie miało na celu przekraczanie norm produkcyjnych. W rezultacie prowadziło do ich śrubowania. Protokół posiedzenia rozszerzonej Egzekutywy KF PZPR starachowickiej Fabryki Samochodów Ciężarowych „Star” z 28 sierpnia 1950 roku zawierał konstatację, że „Po wprowadzeniu norm zarobki się częściowo zmniejszyły”.
Tempo murowania i socjalistyczny etos, nastawiony na honorowanie pracy doprowadziły do powstania swoistego kultu przodownictwa pracy; przodownicy byli uznawani za bohaterów narodowych i nagradzani.

## Trójki murarskie w kulturze
- Motywem trójki murarskiej posłużył się malarz Aleksander Kobzdej przy tworzeniu obrazu Podaj cegłę, uznawanego za sztandarowy przykład sztuki socrealistycznej[10].
- Także w 1950 roku, na I Ogólnopolskiej Wystawie Plastyki Wojciech Fangor zaprezentował obraz olejny Murarze, przedstawiający trójkę murarską podczas pracy. Jeden mężczyzna wylewał zaprawę, usytuowany w centrum kompozycji układał cegły, a stojący po prawej stronie obrazu je przynosił[11].
- W 1952 roku planowano, by dla upamiętnienia zabudowy Mariensztatu (jako miejsca implementacji zespołowego systemu pracy), na rynku mariensztackim postawić rzeźbę trójki murarskiej według projektu Stanisława Lisowskiego[4].
- O etosie odbudowy stolicy z gruzów i przygodach trójek murarskich przy odbudowie opowiada komedia obyczajowa Przygoda na Mariensztacie (1953)[12].
- Losy przodowników pracy w kontekście niesprawiedliwości społecznej porusza film Człowiek z marmuru[1], a akcja oparta jest na incydencie podczas pracy trójki murarskiej[13].
- Motyw trójki murarskiej wykorzystała Izabela Trojanowska w piosence Pieśń o cegle i w inscenizacji scenicznej podczas festiwalu w Opolu, kiedy członkowie jej zespołu inscenizowali pracę trójki murarskiej[14].